# Cellula di Jurkat
Le cellule di Jurkat sono linfoblasti T (linee immortali) che vengono usati per studiare la leucemia acuta dei linfociti T e i segnali cellulari tra questi linfociti. Le cellule di Jurkat sono utili per la loro capacità di produrre l'interleuchina 2 (le interleuchine sono importanti segnali intrercellulari che regolano le risposte immunitarie). Il loro uso primario nella ricerca medica è di determinare i meccanismi di diversa suscettibilità a forme di cancro causate da fumo e radiazioni.